# Rytigynia xanthotricha
Rytigynia xanthotricha är en måreväxtart som först beskrevs av Karl Moritz Schumann, och fick sitt nu gällande namn av Bernard Verdcourt. Rytigynia xanthotricha ingår i släktet Rytigynia och familjen måreväxter. Inga underarter finns listade i Catalogue of Life.